# California State Route 163
California State Route 163, abgekürzt CA 163, ist ein Highway im US-Bundesstaat Kalifornien, der in Nord-Süd-Richtung verläuft.
Der Highway beginnt an der Ash Street in San Diego und endet an der Interstate 15. Die State Route trägt auch den Namen Cabrillo Freeway und geht auf den Entdecker Juan Rodríguez Cabrillo zurück. Die State Route bildete bis 1979 das südliche Ende des U.S. Highways 395. Die ersten vier Kilometer verläuft sie durch den Balboa Park und unterquert dabei die Cabrillo Bridge.

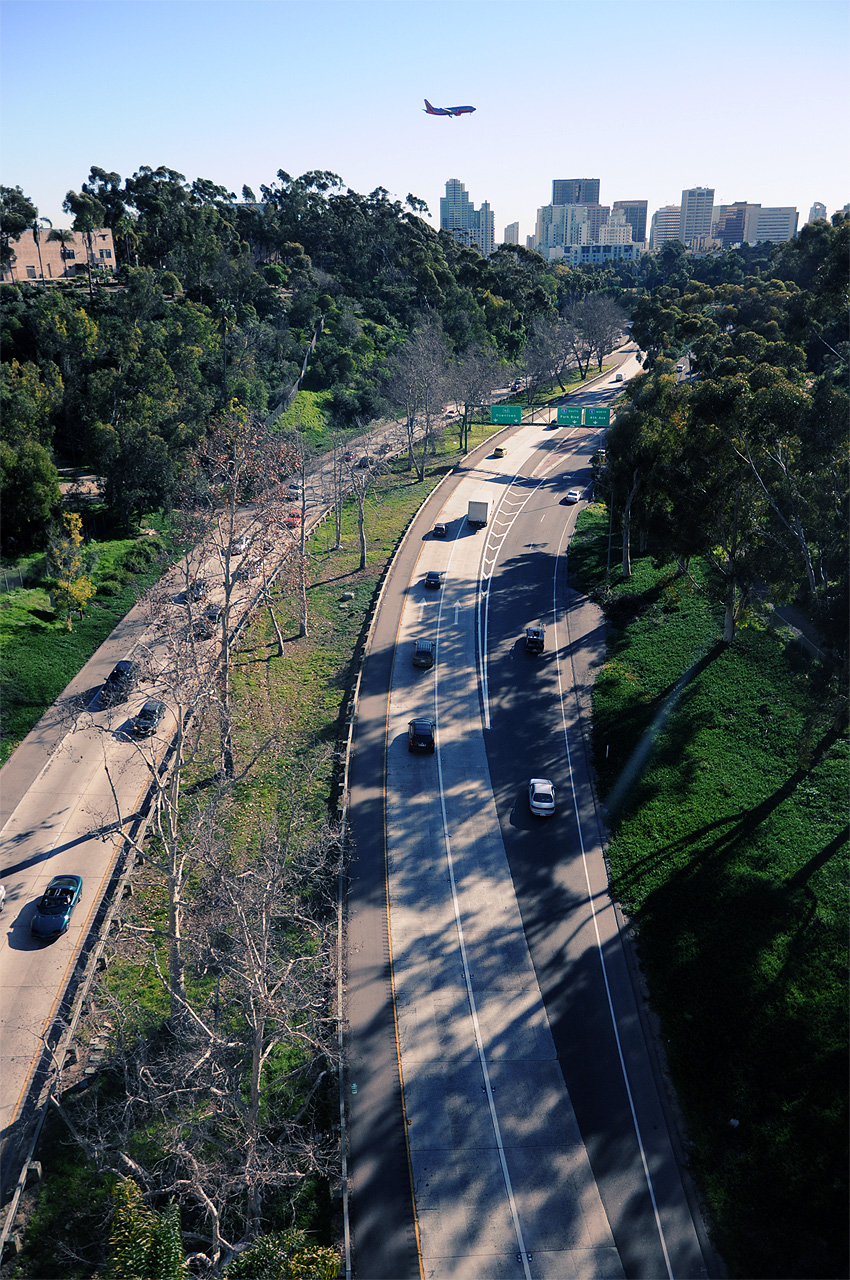
California State Route 163 vor San Diego

## Weblink
- California Highways: Beschreibung des Highways (englisch)